# Departament de Montevideo
El  departament de Montevideo (en castellà i oficialment Departamento de Montevideo) és un departament del sud de l'Uruguai. La seva capital és la ciutat homònima, també capital del país. Ubicat a la zona meridional del territori, sobre les costes del Riu de la Plata, és un port natural important, que forma part de la badia de Montevideo. Limita al nord-oest amb San José i es troba envoltat pel departament de Canelones.
Té una superfície de 530 km² (on aproximadament el 60% és àrea rural i el restant 40% és àrea urbanitzada o potencialment urbanitzable). La seva màxima elevació és el Cerro de Montevideo, amb 132 m d'altura. Amb aproximadament el 40% de la població total del país, és el departament més petit quant a superfície (poc més gran, en comparació, que el Principat d'Andorra) i el que té major densitat de població.

## Història
La regió va ser fundada per Bruno Mauricio de Zabala sota les ordres de Felip V d'Espanya el 1724, aixecada dins una fortalesa.
El 21 de gener de 1816, abans de la independència de l'Uruguai, el departament va ser un dels nou primers que donarien lloc a la nova República. Les seves fronteres definitives van ser establertes el 28 d'agost de 1835.

## Govern i administració
El govern del departament està a càrrec de la Intendència Municipal de Montevideo. Després d'iniciat el 1990 el procés de descentralització administrativa, desconcentració de serveis i participació ciutadana, Montevideo està dividit a 18 zones (o districtes), cada una de les quals compta amb un Centre Comunal Zonal (oficina municipal desconcentrada), una Junta Local (òrgan executiu local, format per edils) i un Consell Veïnal (òrgan assessor, de control i de propostes), els membres del qual són elegits per vot popular.
L'actual intendenta és Ana Olivera (Front Ampli). La intendenta segueix una trajectòria de 20 anys de govern municipal d'esquerra que va començar l'expresident del país, Tabaré Vázquez, el 1990.

### Barris
La ciutat de Montevideo ocupa més del 40% del territori del departament. L'altre 60% pertany a zones rurals o amb edificacions esporàdiques. Així mateix, el sud, el centre i l'est del departament, on es concentra la major part de la població, es troba més urbanitzat i desenvolupat.